# Tiril Sjåstad Christiansen
Tiril Sjåstad Christiansen (Geilo, 7 april 1995) is een Noorse freestyleskiester. Ze vertegenwoordigde haar vaderland op de Olympische Winterspelen 2018 in Pyeongchang.

## Carrière
Bij haar wereldbekerdebuut, in januari 2011 in Kreischberg, eindigde Christiansen op de vierde plaats. Op de wereldkampioenschappen freestyleskiën 2011 in Deer Valley eindigde de Noorse als achtste op het onderdeel slopestyle en als dertiende op het onderdeel halfpipe. Tijdens de Olympische Jeugdwinterspelen 2012 in Innsbruck veroverde ze de zilveren medaille op het onderdeel halfpipe. In Aspen nam Christiansen deel aan de Winter X Games XVII, op dit toernooi won ze goud op het onderdeel slopestyle. Op 8 februari 2013 boekte de Noorse in Silvaplana haar eerste wereldbekerzege. Op de wereldkampioenschappen freestyleskiën 2013 in Voss eindigde ze als elfde op het onderdeel slopestyle.
Op de Winter X Games XX in Aspen won Christiansen het zilver op het onderdeel slopestyle. In het seizoen 2015/2016 greep de Noorse de eindzege in de wereldbeker slopestyle. Tijdens de Olympische Winterspelen van 2018 in Pyeongchang eindigde ze als negende op het onderdeel slopestyle.

## Resultaten

### Olympische Winterspelen
| Jaar | Plaats      | Resultaten    |
| ---- | ----------- | ------------- |
| 2018 | Pyeongchang | 9e Slopestyle |

### Wereldkampioenschappen
| Jaar | Plaats      | Resultaten                 |
| ---- | ----------- | -------------------------- |
| 2011 | Deer Valley | 13e Halfpipe 8e Slopestyle |
| 2013 | Voss        | 11e Slopestyle             |

### Wereldbeker
Eindklasseringen
| Seizoen   | Algm  | HP  | SS     |
| --------- | ----- | --- | ------ |
| 2010/2011 | 68e   | 15e | –      |
| 2011/2012 | 133e  | 26e | –      |
| 2012/2013 | 13e   | 18e | Zilver |
| 2013/2014 | 60e   | –   | 12e    |
| 2014/2015 | 27e   | –   | Zilver |
| 2015/2016 | Brons | –   | Goud   |
| 2017/2018 | 36e   | –   | 6e     |

Wereldbekerzeges
| Datum            | Plaats           | Onderdeel  |
| ---------------- | ---------------- | ---------- |
| 8 februari 2013  | Silvaplana       | Slopestyle |
| 25 augustus 2013 | Cardrona         | Slopestyle |
| 14 maart 2015    | Silvaplana       | Slopestyle |
| 28 augustus 2015 | Cardrona         | Slopestyle |
| 20 februari 2016 | Pyeongchang      | Slopestyle |
| 21 januari 2018  | Mammoth Mountain | Slopestyle |